# Laake (Hückeswagen)
Laake ist eine Hofschaft in Hückeswagen im Oberbergischen Kreis im Regierungsbezirk Köln in Nordrhein-Westfalen (Deutschland).

## Lage und Beschreibung
Laake liegt im äußersten Norden von Hückeswagen unmittelbar an der Stadtgrenze zu Radevormwald, das Laake zu zwei Seiten umgibt. Laake ist ausschließlich über Radevormwalder Straßen angebunden.
Nachbarorte sind Radevormwald-Vorm Holte, Radevormwald-Rädereichen, Radevormwald-Höltersiepen, Hagelsiepen und Marke. Da das Stadtzentrum von Radevormwald deutlich näher als das von Hückeswagen liegt, nehmen die Bewohner der Hofschaft stärker am wirtschaftlichen und sozialen Leben von Radevormwald als dem von Hückeswagen teil.
Der Wiebach fließt westlich an der Hofschaft vorbei und bildet in Richtung Süden gleichzeitig die Stadtgrenze zu Radevormwald. Der Höltersiepen mündet im Nordwesten von Laake in den Wiebach.

## Geschichte
1523 wird der Ort in einer Einwohnerliste der Stadt Hückeswagen erstmals unter der Bezeichnung „Laick“ genannt. Die Karte Topographia Ducatus Montani aus dem Jahre 1715 zeigt den Hof als im Locke. Im 18. Jahrhundert gehörte der Ort zum bergischen Amt Bornefeld-Hückeswagen.
1815/16 lebten 24 Einwohner im Ort. 1832 gehörte Laake der Herdingsfelder Honschaft an, die ein Teil der Hückeswagener Außenbürgerschaft innerhalb der Bürgermeisterei Hückeswagen war. Der laut der Statistik und Topographie des Regierungsbezirks Düsseldorf als Weiler kategorisierte Ort besaß zu dieser Zeit drei Wohnhäuser und drei landwirtschaftliche Gebäude. Zu dieser Zeit lebten 29 Einwohner im Ort, davon fünf katholischen und 24 evangelischen Glaubens.
Im Gemeindelexikon für die Provinz Rheinland werden 1885 zwei Wohnhäuser mit 22 Einwohnern angegeben. Der Ort gehörte zu dieser Zeit zur Landgemeinde Neuhückeswagen innerhalb des Kreises Lennep. 1895 besaß der Ort zwei Wohnhäuser mit 13 Einwohnern, 1905 zwei Wohnhäuser und 14 Einwohner.